# 渋谷 (映画)
『渋谷』（しぶや）は、2010年公開の日本映画である。上映時間は78分。

## キャスト
- 水澤一成：綾野剛
- ユリカ：佐津川愛美
- ユリカの母：松田美由紀
- ヘルスの店員：ARATA
- ユウ：大島優子
- ヘルスの客：西村和彦
- 栗山：石田えり
- 斎藤工
- 藤井リナ
- 相葉優羽
- 颯太

## スタッフ
- 監督：西谷真一
- 原作：藤原新也
- 脚本：市川豊
- プロデューサー：太田裕輝
- 撮影：中野英世
- 美術：石毛朗
- 音楽：谷口尚久
- 配給・製作：ビーワイルド